# Paradijstangare
De paradijstangare (Tangara chilensis) is een zangvogel uit de familie Thraupidae (tangaren).

## Kenmerken
Het verenkleed van deze kleurrijke vogels is aan de bovenzijde fluweelzwart, aan de onderzijde hoofdzakelijk turkooisblauw, terwijl de zijkanten van de kop en de kruin geelgroen zijn. De onderzijde van de rug kleurt scharlakenrood en de stuit geel. De onderbuik is zwart.

## Leefwijze
De vogels leven groepsgewijs in de boomtoppen aan bosranden en voeden zich met vruchten.

## Voortplanting
Hun nesten zijn komvormig en worden door beide geslachten gebouwd. Het vrouwtje legt slechts twee eieren.

## Verspreiding en leefgebied
Deze soort telt 4 ondersoorten:
- T. c. paradisea: zuidoostelijk Venezuela, de Guyana's en noordelijk Brazilië.
- T. c. caelicolor: oostelijk Colombia, zuidelijk Venezuela en noordwestelijk Brazilië.
- T. c. chlorocorys: het noordelijke deel van Centraal-Peru.
- T. c. chilensis: van centraal Colombia door oostelijk Ecuador en oostelijk Peru tot westelijk Bolivia en westelijk Brazilië.